# 桑德山 (高地陶恩山脈)
47°2′15″N 12°55′50″E / 47.03750°N 12.93056°E

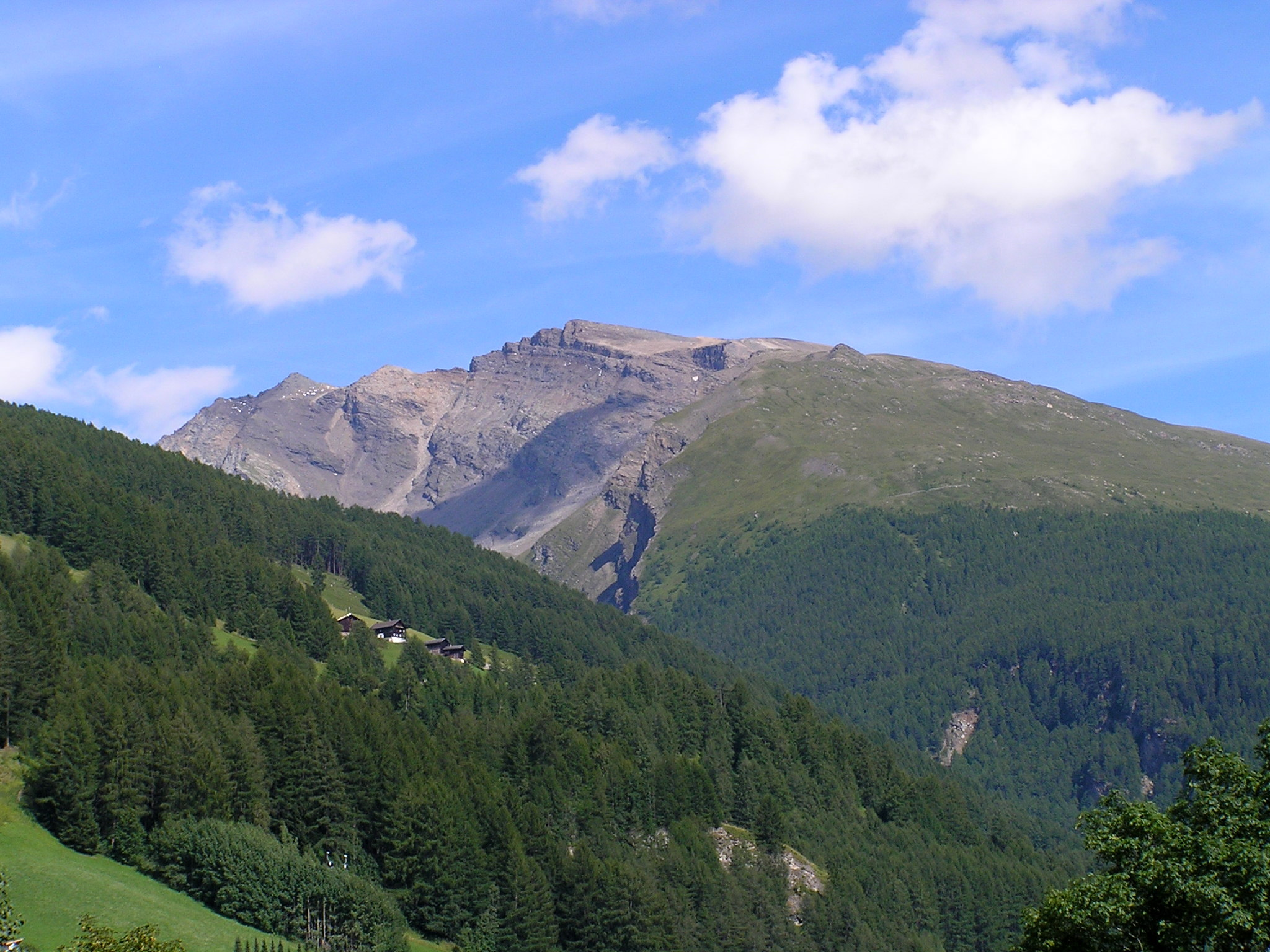

桑德山（德語：Sandkopf），是奧地利的山峰，位於該國南部，由克恩頓州負責管轄，屬於高地陶恩山脈的一部分，海拔高度3,090米，每年平均降雨量2,138毫米。